# Descart
Descart (uitspraak: Des-kart) is een middelbare school in de stad Utrecht, voor leerlingen die havo- of atheneum-niveau volgen. Het bevoegd gezag van de school ligt in handen van de Willibrord Stichting. De naam Descart staat voor design, science en art en wil tevens verwijzen naar de zeventiende-eeuwse wiskundige en filosoof René Descartes.

## Geschiedenis
De school is ontstaan vanuit het St-Gregorius College. Dit was van 1873 tot 2024 een middelbare school in Utrecht. 
Descart voor vwo en havo opende in 2020 haar deuren in het gebouw aan de Van Asch van Wijckskade. Tussen 2020 en 2024 maakte men ook gebruik van het schoolgebouw aan de Laan van Puntenburg en kunstruimtes in Parnassos cultuurcentrum en de muziekschool op het Domplein. In 2024 verhuisde de school naar de Grebbeberglaan.
In 2025 deden de eerste leerlingen van Descart centraal schriftelijk eindexamen. In totaal deden 51 kandidaten havo-eindexamen die allen een diploma behaalden. In 2026 zullen de eerste vwo-leerlingen op Descart eindexamen doen.
Bij de aanmelding voor eerstejaars voor het schooljaar 2025-2026 bleek er meer vraag te zijn dan aanbod, waardoor loting nodig was. Uiteindelijk werden 82 aanmeldingen uitgeloot.

## Onderwijsaanbod

### Kunst
Kunst algemeen (beeldende vormgeving, dans, muziek, drama) is op Descart een verplicht vak bij het eindexamen. Elk jaar wordt 'Open Doek' georganiseerd. Deze voorstelling vindt plaats in de Stadsschouwburg Utrecht. Naast Open Doek heeft Descart een eigen theater (genaamd het Cartesiustheater, vernoemd naar René Descartes) en een uitgebreid podiumprogramma met muziek, dans en toneel.
Een onderdeel van het onderwijs zijn de Studio's op vrijdagmiddagen.

### Sport
Op Descart wordt het vak Bewegen, Sport & Maatschappij (BSM) aangeboden in alle profielen en voor zowel havo- als atheneum-niveau. BSM-leerlingen van Descart doen jaarlijks mee met de Singelloop Utrecht. Descart maakt gebruik van de sportfaciliteiten in MFA Nieuw Welgelegen en Zwaluwen Utrecht.

### Science
Descart biedt in de brugjaren het vak STEAM: dit is een afgeleide van STEM-onderwijs, waarbij de A van Art is toegevoegd. In de bovenbouw kunnen leerlingen  examen doen in het van Natuur, Leven en Technologie.

## Partnerschap Keti Koti
Descart is partnerschool van de jaarlijkse Utrechtse Keti Koti-herdenking en viering. Leerlingen van Descart leggen een krans, helpen mee als vrijwilligers en het winnende gedicht wordt voorgedragen tijdens de herdenking.

## M-klok op het dak van Descart
Voor de kunstroute ‘De Domtoren Ontrafeld’ in 2024 maakte Arnout van der Heijden de installatie ‘De M-klok van de Domtoren’. De 'M-klok' is na afloop op het dakterras van Descart geplaatst. 